# Walter Junior (motor)
Walter Junior byl československý vzduchem chlazený čtyřválcový řadový letecký motor zkonstruovaný začátkem 30. let 20. století. Byl to první invertní motor vyvinutý Akciovou společností Walter, továrnou na automobily a letecké motory. Jeho licenční výroba probíhala také v polském státním podniku Państwowe Zakłady Inżynierii (nyní filiálka firmy Ursus – výrobce traktorů) v Czechowicích (nyní součást Varšavy) a ve Španělsku firmou Ateliers Elizalde SA Barcelona.

## Vznik a vývoj

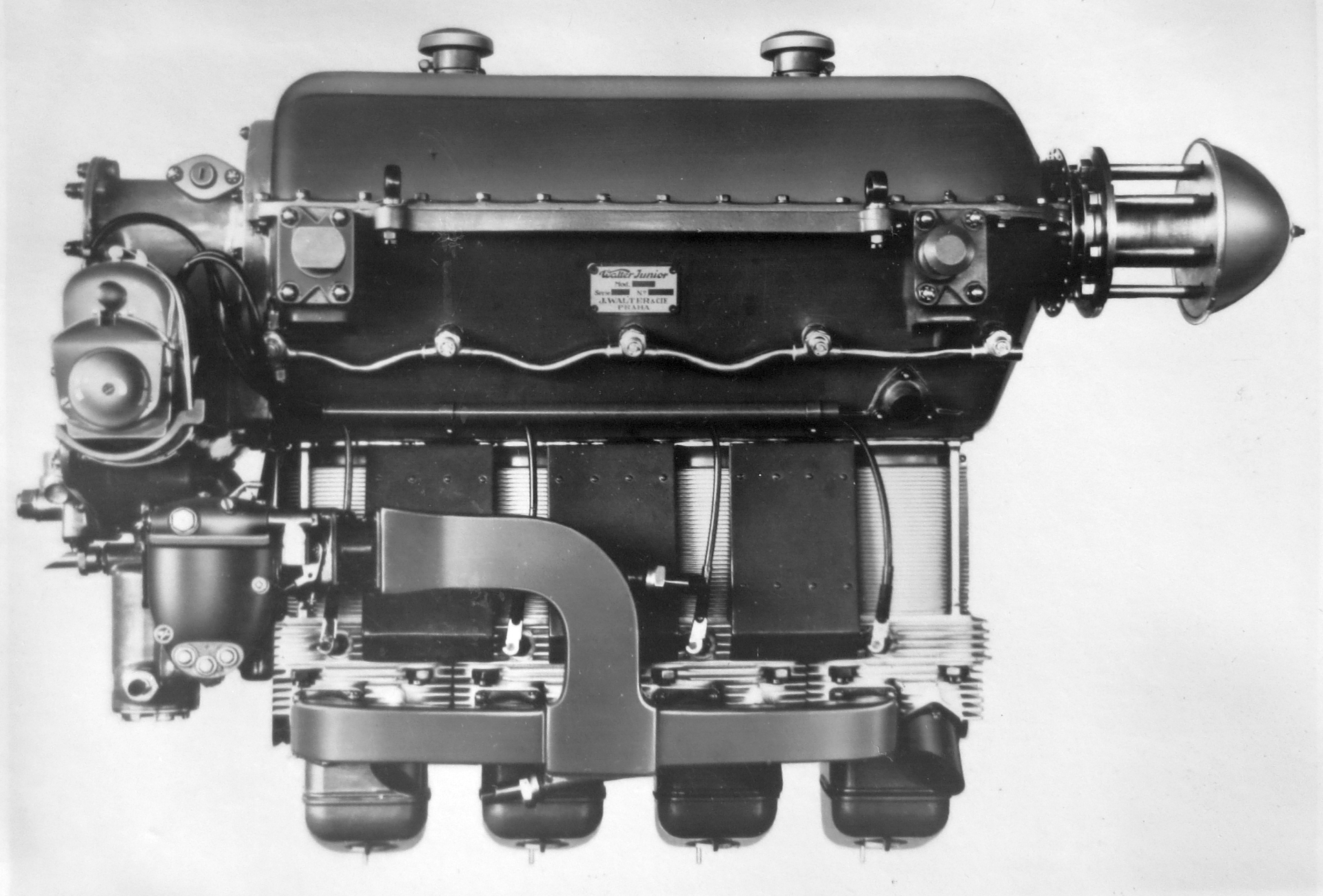
Walter Junior 4 (1932–6)

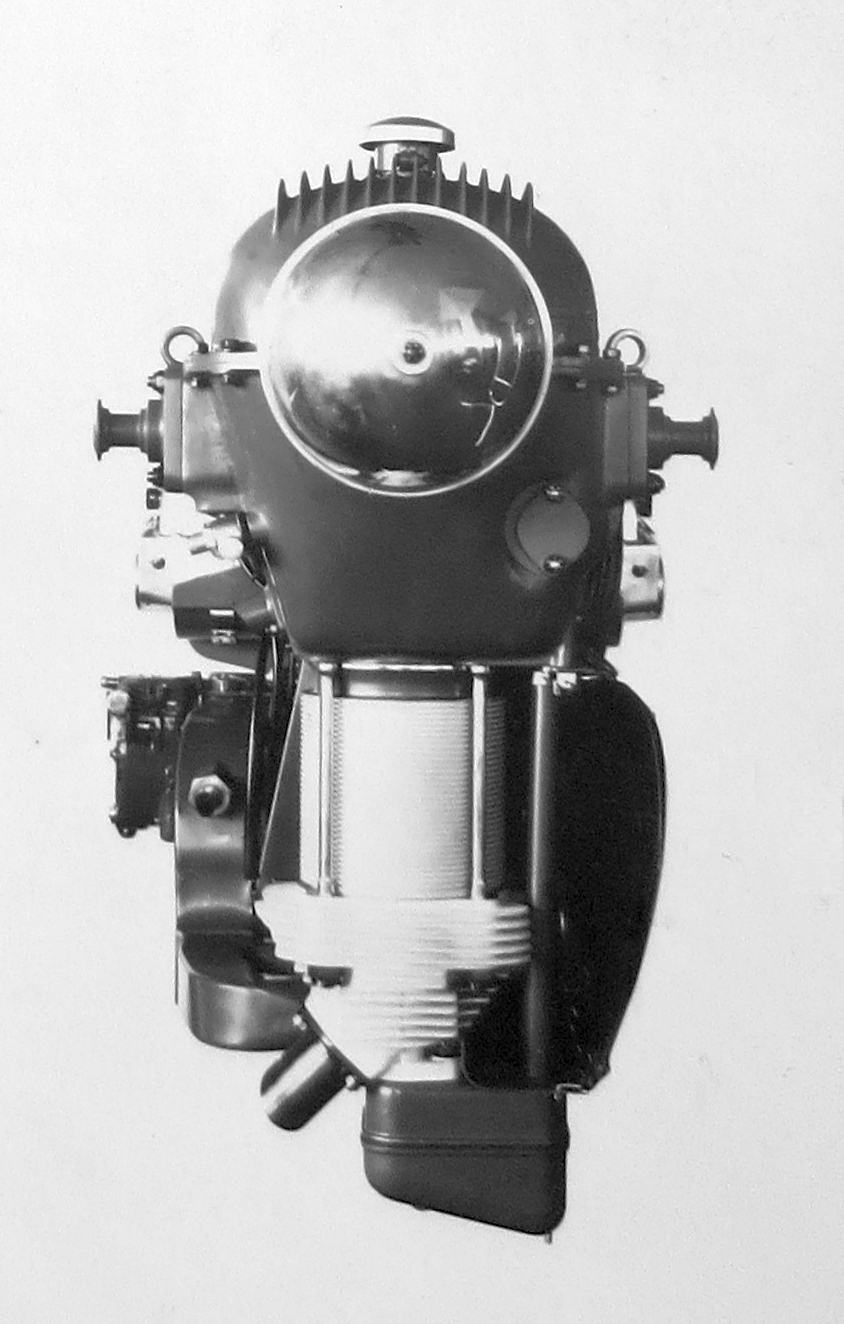
Walter Junior 4, čelní pohled (1932–6)

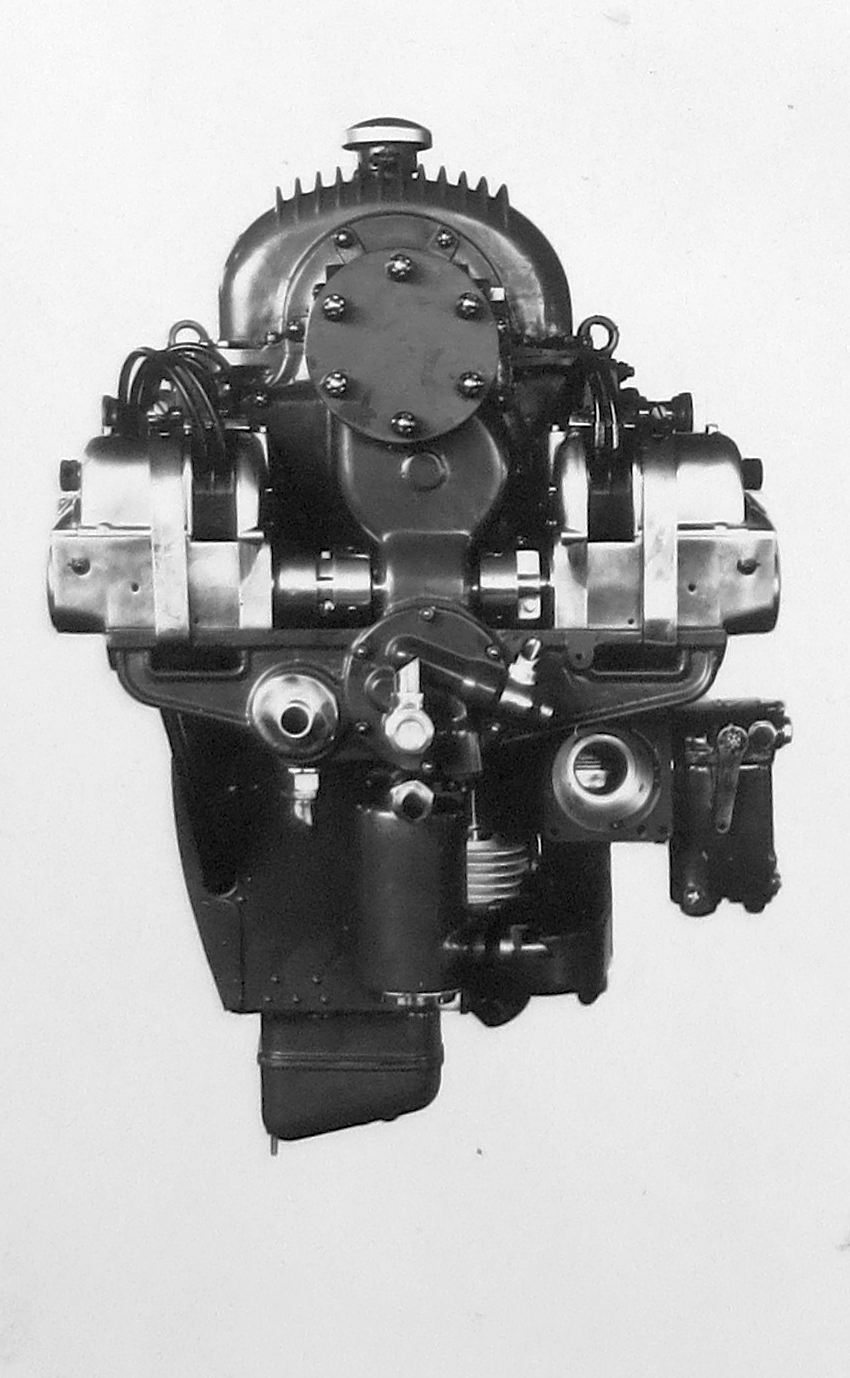
Walter Junior 4, zadní pohled (1932–6)

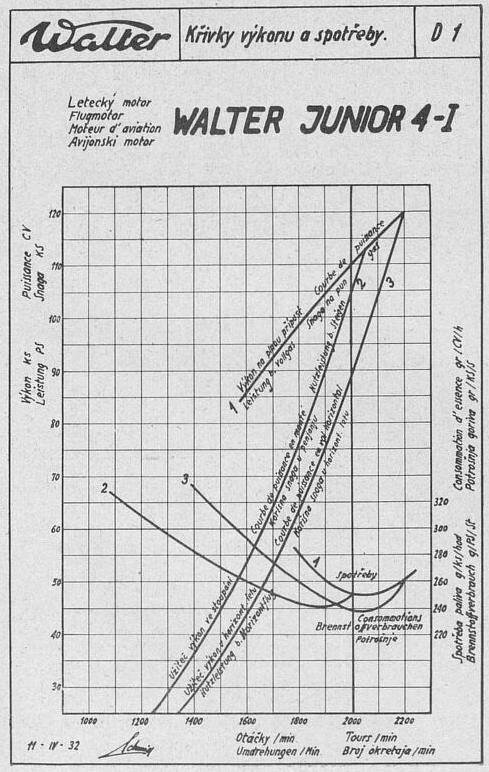
Walter Junior 4-I, charakteristiky (1932)

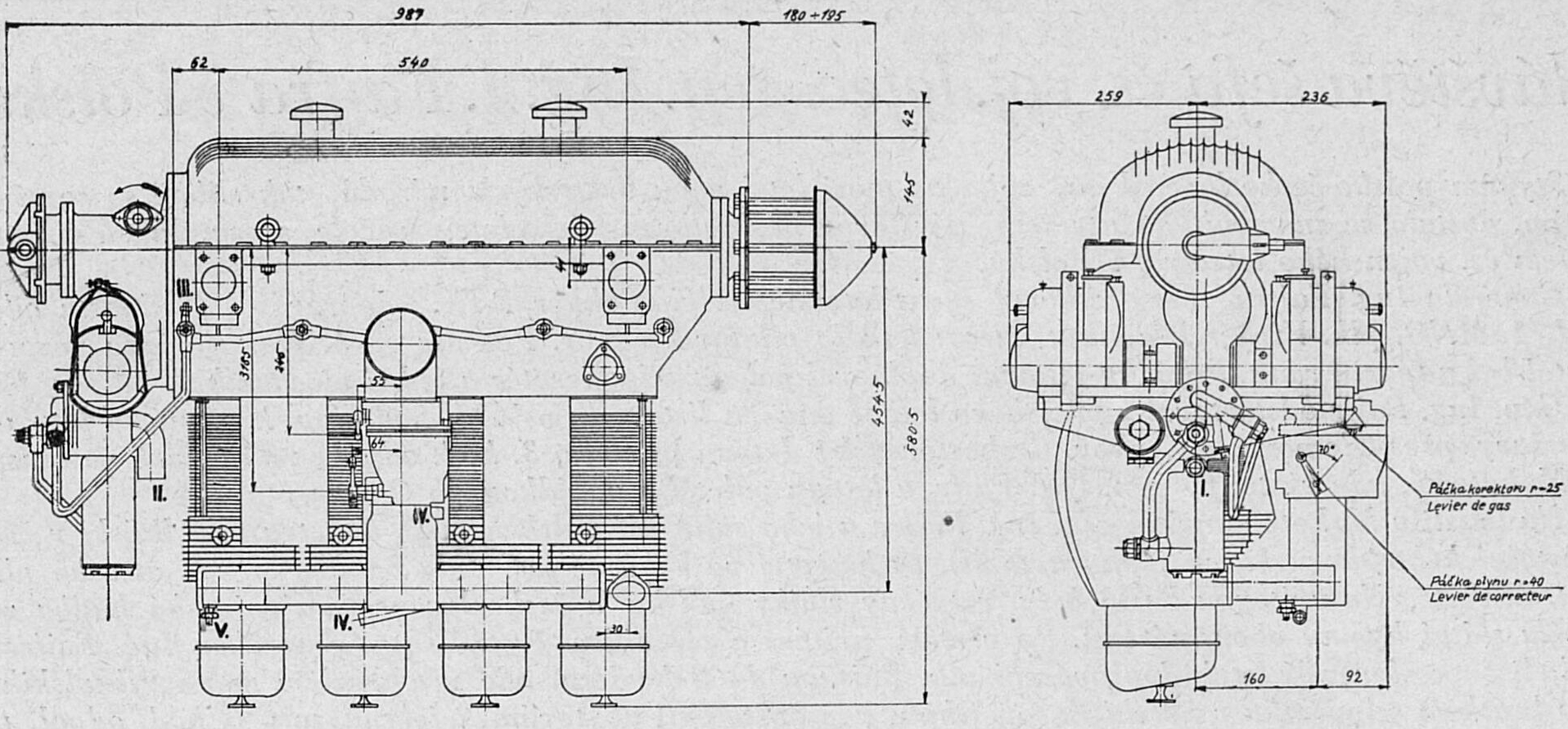
Walter Junior-Major, zastavovací plán (1933)

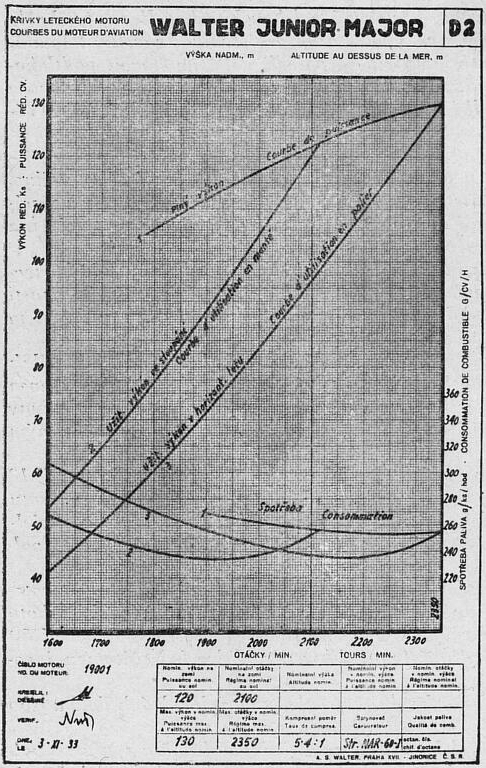
Walter Junior-Major, charakteristiky (1933)

Počátkem 30. let 20. století se zájem konstruktérů sportovních a cvičných letadel soustřeďoval na invertní řadové vzduchem chlazené motory nižších výkonových kategorií. Proti hvězdicovým motorům odpovídajícího výkonu měly invertní motory nespornou výhodu v aerodynamicky výhodnější kapotáži do draku letounu. Za těchto okolností nemohl pochopitelně zůstat pozadu ani jinonický Walter. Ing. Barvitius si jako přímou inspiraci pro svůj nejnovější projekt vybral anglický čtyřválcový typ Cirrus o objemu válců 6 l a výkonu 130 k, uvedený na trh společností Aircraft Disposal Company (ADC). Továrna Walter se tedy koncem 20. let pustila do konstrukce a stavby takových pohonných jednotek. Prvním z nich byl na jaře 1932 homologovaný Walter Junior 4-I, k němuž podrobný článek přinesl v dubnu 1932 časopis Letectví. Světovou premiéru si tento nový motor odbyl na mezinárodní letecké výstavě v Athénách v dubnu 1932. Motor byl označen za senzační novinku výstavy.
Walter Junior se sice objevil u několika typů sportovních a cvičných letounů, ale výrazněji se v Československu nerozšířil. Mimo jisté technické nedokonalosti přišel ještě v době nevyhraněných názorů většiny konstruktérů sportovních a cvičných letadel (Avia, Aero, Letov) na potřebu takového typu motoru. Na založení pozdějšího hlavního odběratele invertních motorů, firmy Beneš-Mráz v Chocni (1935), si musela Waltrovka ještě pár let počkat. Více byl (díky licenční výrobě) používán v polských a španělských letounech. Na přelomu 20. a 30. let firma Walter vyexportovala do republikánského Španělska celkem osm řadových čtyřválců Walter Junior (105 k/77 kW), dva kusy hvězdicového sedmiválce Walter Venus (110 k/81 kW, pro letouny CASA III) a nakonec jeden exemplář řadového čtyřválce Walter Major 4 (120 k/88 kW). Ve všech případech šlo o pohonné jednotky určené pro sportovní a školní letouny. Španělská vláda zakoupila licenci motorů Walter Junior 4 a Major 4. Motory Junior 4 byly použity ve Španělsku pro výrobu letounů González Gil-Pazó GP-1, Hispano-Suiza E-34, Adaro Chirta a Loring X, motor Major 4 pro modifikaci letounu González Gil-Pazó GP-4 (1 ks). Pro další vyráběné letouny těchto typů byl již používán licenční Junior vyráběný v Barceloně firmou Ateliers Elizalde S.A. Tato firma před vypuknutím španělské občanské války vyrobila ca 150 motorů označených jako Elizalde J4. Walter Junior 4 byl licenčně vyráběn i v Polsku jako PZInż. Junior. Celkem bylo v Polsku v letech 1934–1939 vyrobeno přes 600 motorů tohoto typu.
V závěru roku 1933 byla představena varianta Walter Junior-Major. Oproti základní verzi Juniora měla zvýšený výkon na 120 k, což bylo umožněno zvětšeným vývrtem ze 115 na 118 mm (a tím zvětšeným objemem válců na 6 124 cm³), mírně zvýšenou kompresí z 5,2 na 5,4:1 a lehce zvýšenými, nominálními otáčkami z 2000 na 2100 ot/min. Walter Junior-Major měl shodný výkon s motorem Major 4 z roku 1933, také ostatní charakteristiky obou motorů byly shodné. Motor Walter Junior 4 se stal základním typem dlouhé řady invertních čtyřválců Walter – Mikron, Minor a Major, z nichž vyšly i motory M132 a M332, které se vyrábí i v 21. století v Leteckých opravnách Malešice (LOM PRAHA s. p.). Dalším výrobcem je PARMA-TECHNIK, s.r.o. se sídlem v Luhačovicích, která vyrábí Walter Mikron ve verzi Mikron III.

## Popis motoru
Bohatě žebrované hlavy válců byly vyrobeny z hliníkové slitiny a k válcům byly připevněny dlouhými, houževnatými šrouby až do motorové skříně. Dosedací plochy byly chráněny metaloplastickým těsněním. Pouzdra svíček, ventilová sedla i vedení ventilových stopek byla vyrobena z bronzu. Písty z hliníkové slitiny se dvěma těsnicími a jedním stíracím kroužkem měly volné čepy jak v ojnici, tak v pístu. Ojnice profilu H byly z duralových výkovků. Hlavní, 4 × zalomený hřídel motoru z oceli Poldi-Victrix-Special byl uložen u každého zalomení na pánvích vylitých ložiskovým kovem. Plnění válců atmosférické bez kompresoru.
Dvoudílná motorová skříň byla odlita ze slitiny hliníku. Spodek skříně nesl válce a uložení zalomeného hřídele. Vačkový hřídel z chromniklové oceli s cementovanými a kalenými vačkami byl poháněn ozubenými koly s čelním ozubením. Náhon zapalovacích magnetů Scintilla nebo Bosch obstarávalo šroubové soukolí na zádi motoru, kde byly umístěny i pomocné náhony. Jeden z magnetů měl odtrhovací spojku, čímž se usnadnilo startování motoru. Spouštění motoru se mohlo realizovat buď ručním roztáčením klikou „Eclipse hand-tourning“ a spouštěcím magnetem.
Přívod palivové směsi k válcům byl řešen trubkou, která na straně horizontálního karburátoru Zénith (nebo Claudel) byla přichycena přírubou a směs uvnitř trubky byla nahřívána výfukovými plyny. Motor byl chlazen vzduchem, který byl rozváděn od sběrače přes plechové přepážky k jednotlivým válcům. Mazání motoru bylo cirkulační, tlakové se suchou skříní.
Verze Junior-Major měla mimo zvětšeného vrtání (ze 115 na 118 mm), vyššího výkonu (ze 105 na 120 k) a stupně komprese (z 5,2 na 5,4:1) novou ojnici opatřenou 4 šrouby (místo původních 2), mazání motoru bylo zjednodušeno vypuštěním jednoho filtru a hlavně použitím spádového karburátoru Stromberg (mohly být použity i spádové karburátory Zénith nebo Claudel-Hobson). Spouštění motoru bylo prováděno novým mechanickým spouštěčem Walter Mechano 4 s ruční klikou.

## Použití
V československých letounech byl motor Walter Junior uplatněn na letounech Praga BH-111, na letounu firmy vzniklém na počátku 30. let v Chocni (Beneš-Mráz Be-150 Beta-Junior) a na již několikáté modifikaci staršího sportovního letounu Aero A-34 Kos (A-34J resp. A-34W). Motor se objevil i na amatérském letounu Koželuh I (1933), který létal s imatrikulací OK-LIP v brněnské pobočce MLL a později v Západočeském aeroklubu (1936). Po renovaci v tomto klubu byl tento dvoumístný dolnokřídlý jednoplošník pojmenován jako "Hurvínek". 
Ze zahraničních aplikací je nutné zmínit španělské cvičné letouny González Gil-Pazó GP-1 (silnější varianta motoru Junior-Major byla použita u varianty tohoto letounu označené GP-4), Hispano-Suiza E-34 a Adaro Chirta, již několikátou modifikaci italského sportovního letounu Breda Ba.15 a rakouský kurýrní Hopfner HS-10/32. Anglický letoun De Havilland DH-80A Puss Moth provozovala s motorem Junior zlínská společnost Baťa (OK-ATG). Samostatnou kapitolu tvoří polské letouny RWD-5, RWD-8 a RWD-10. Na nich byl ve valné většině použit licenční motor z továrny Walter, který se v Polsku vyráběl pod označením PZInż. Junior.
V létě 1932 se pilot Jan Anderle na starším letounu Breda Ba.15S (tovární letoun firmy Walter) s upraveným motorem Walter Junior (výkon zvýšen na 88 kW (120 k) – tento motor byl od roku 1933 použit pro variantu Walter Junior-Major) zúčastnil Mezinárodního závodu turistických letadel Evropou (Challenge 1932). Mezi letci z Československa byl druhý, ale v celkovém pořadí obsadil až 19. místo, což nelze považovat za úspěch.
Na III. Memorialu Ing. Jana Kašpara, který se uskutečnil 7.-8. října 1933, obsadil v první části memoriálu (Cílový let na letiště Pardubice) pilot V. Šedivec na letounu Koželuh I-2 6. místo v 2. části (rychlostní závod na okruhu) obsadil 2. místo, když dosáhl průměrné rychlosti 159 km/h a maximální 162 km/h. Celkově v III. memoriálu tak V. Šedivec obsadil 3. místo.
V září 1935 se dva starší stroje Praga BH-111 (1932) nově vybavené silnějšími motory Walter Junior zúčastnily I. ročníku závodu turistických letounů Raduno del Littorio v Itálii. Změna motoru (původně de Havilland Gipsy III) byla provedena i proto, že letoun pak lépe vyhovoval propozicím soutěže. Soutěž dokončilo 59 letounů z celkem 77 startujících. Letoun s imatrikulací OK-BEH byl vyslán na tuto soutěž Aeroklubem RČs. a s posádkou mjr. Josef Kalla – nadp. Jaroslav Polma obsadil 5. místo a druhý letoun (OK-BAH) vyslaný Moravsko-slezským aeroklubem s posádkou ing. Polák – ing. Jílek obsadil 27. místo. V okružním a rychlostním letu získal Kalla 2. místo. Obě posádky mezi zahraničními letci obsadily 1. a 2. místo.

## Varianty
- Walter Junior 4-I: 77,2 kW (105 k) při 2000 ot/min
- Walter Junior-Major: 88,2 kW (120 k) při 2100 ot/min nominální, 97 kW (130 k) při 2350 ot/min vzletový
- P.Z. Inż. Junior: ca 600 motorů vyrobených licenčně v Polsku společností Państwowe Zakłady Inżynierii Czechowice/Varšava
- Elizalde J4: ca 150 motorů vyrobených licenčně v republikánském Španělsku společností Ateliers Elizalde S.A. Barcelona

## Použití v letadlech
- Adaro Chirta (cvičný dvouplošník, Adaro Španělsko)
- Aero A-34J a A-34W (sportovní dvouplošník)
- Beneš-Mráz Be-150 Beta-Junior (školní, sportovní dolnoplošník)
- Breda Ba.15S (dvoumístný hornoplošník, Società Italiana Ernesto Breda, Itálie)
- De Havilland DH-80A Puss Moth (třímístný hornoplošník, De Havilland Aircraft Company Limited, Velká Británie)
- González Gil-Pazó GP-1 (dvoumístný cvičný dolnoplošník, Aeronáutica Industrial S.A., Španělsko)
- Hispano-Suiza E-34 (cvičný dvouplošník, Hispano-Suiza Španělsko)
- Hopfner HS-10/32 (kurýrní hornoplošník, Hopfner - Hirtenberger Holding GmbH, Rakousko)
- Praga BH-111 (sportovní dolnoplošník)
- RWD-5
- RWD-8
- RWD-10 (dvoumístné cvičné a sportovní hornoplošníky, RWD Polsko)

## Specifikace
Údaje pro Walter Junior 4-I podle

### Hlavní technické údaje
- Typ: invertní čtyřválcový řadový letecký motor chlazený vzduchem
- Vrtání: 115 mm
- Zdvih: 140 mm
- Zdvihový objem: 5 816 cm³
- Celková délka se startérem: 1182 mm
- Délka bez startéru: 982 mm
- Šířka: 526 mm
- Výška: 767 mm
- Suchá hmotnost: 135 kg

### Součásti
- Ventilový rozvod: OHV, jeden sací a jeden výfukový ventil na válec
- Palivový systém: karburátor Zenith nebo Claudel
- Palivo: 68oktanový letecký benzín
- Spotřeba paliva: 235–250 g·h−1·k−1 / 320–340 g·h−1·kW−1u
- Spotřeba oleje: 8–12 g·h−1·k−1 / 10,9–16,3 g·h−1·kW−1
- Chlazení: vzduchové
- Směr otáčení motoru a vrtule: vlevo
- Vrtule: dvoulistá dřevěná nebo kovová

### Výkony
- Nominální výkon: 77,2 kW (105 k) při 2000 ot/min
- Maximální (vzletový) výkon: 88,2 kW (120 k) při 2200 ot/min
- Kompresní poměr: 5,2:1
- Poměr výkon/objem (specifický výkon): 15,2 kW/l (20,7 k/l)
- Specifická hmotnost: 0,65 kg/kW (1,12 kg/k )

## Galerie

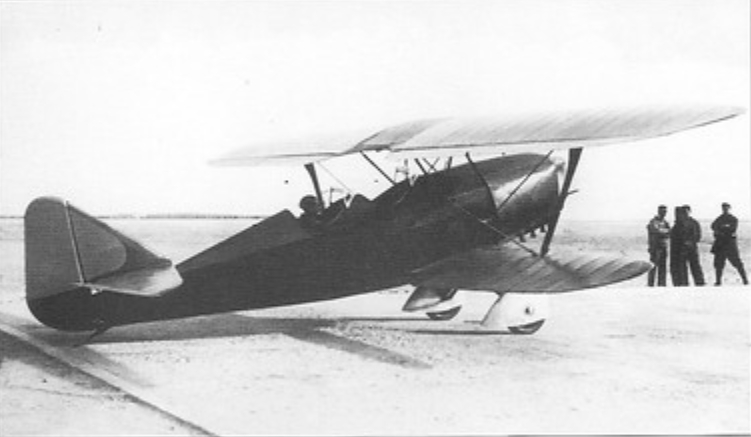
Adaro Chirta (Lei Ailes 1935)
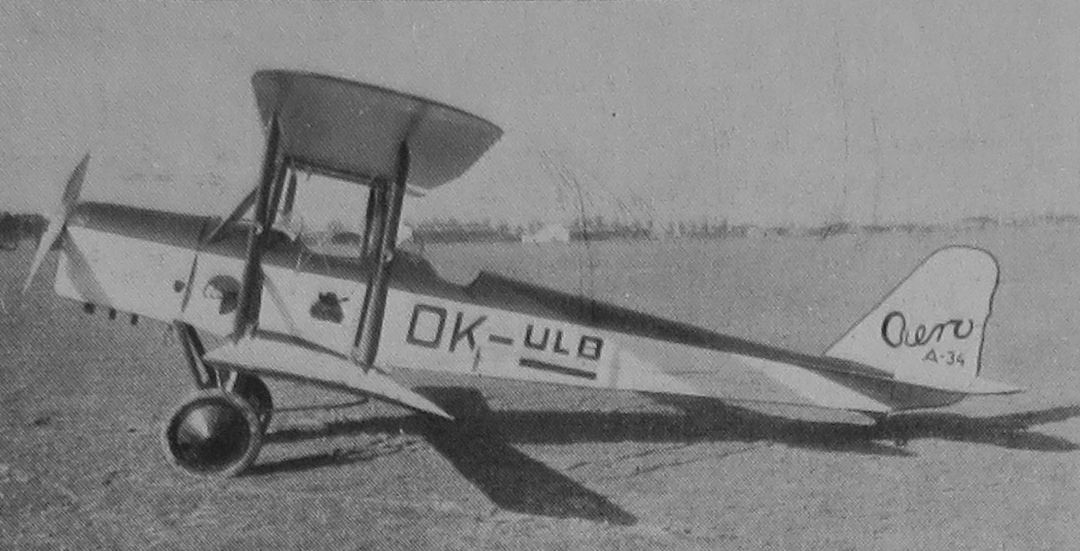
Aero A-34J (OK-ULB) a Walter Junior
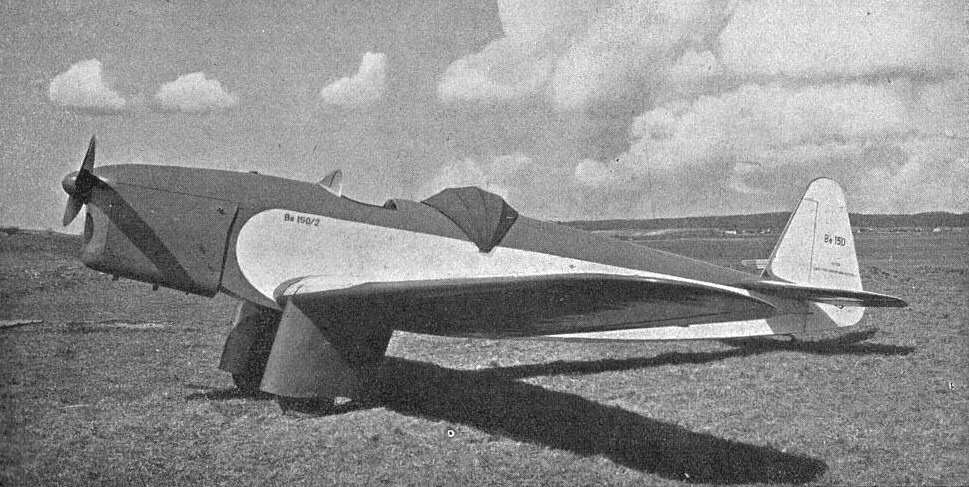
Beneš-Mráz Be-150 Beta-Junior a Walter Junior (1937)
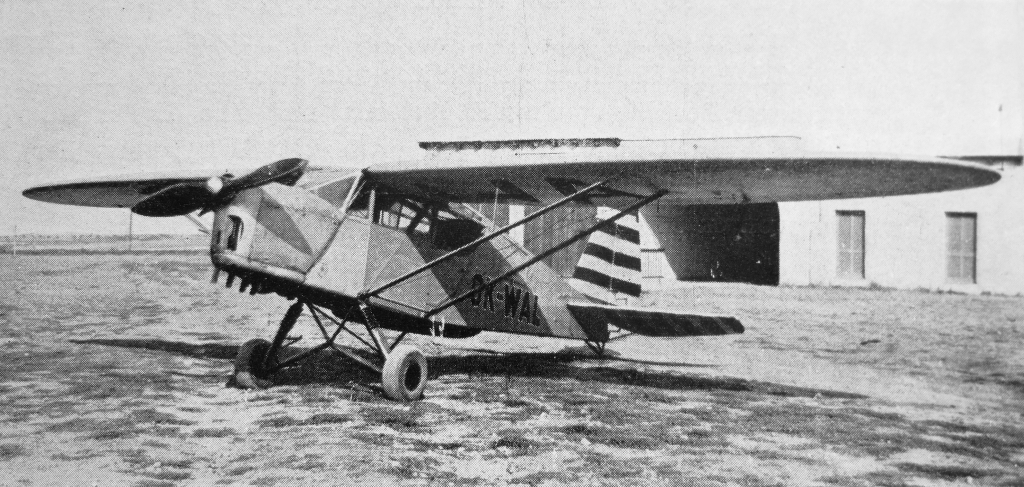
Breda Ba.15S (OK-WAL) a Walter Junior
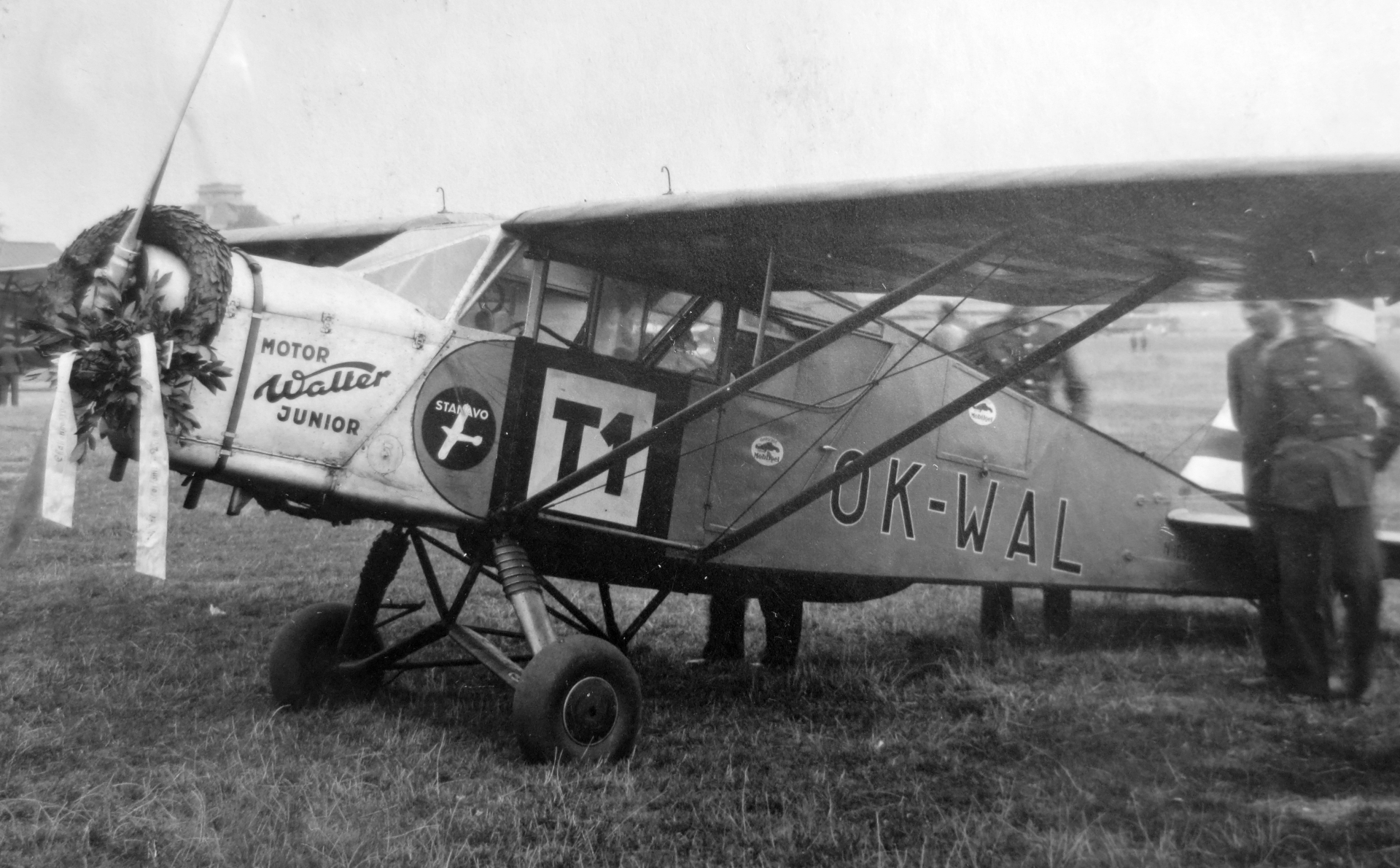
Breda Ba.15S (OK-WAL) s motorem Walter Junior na Challenge 1932
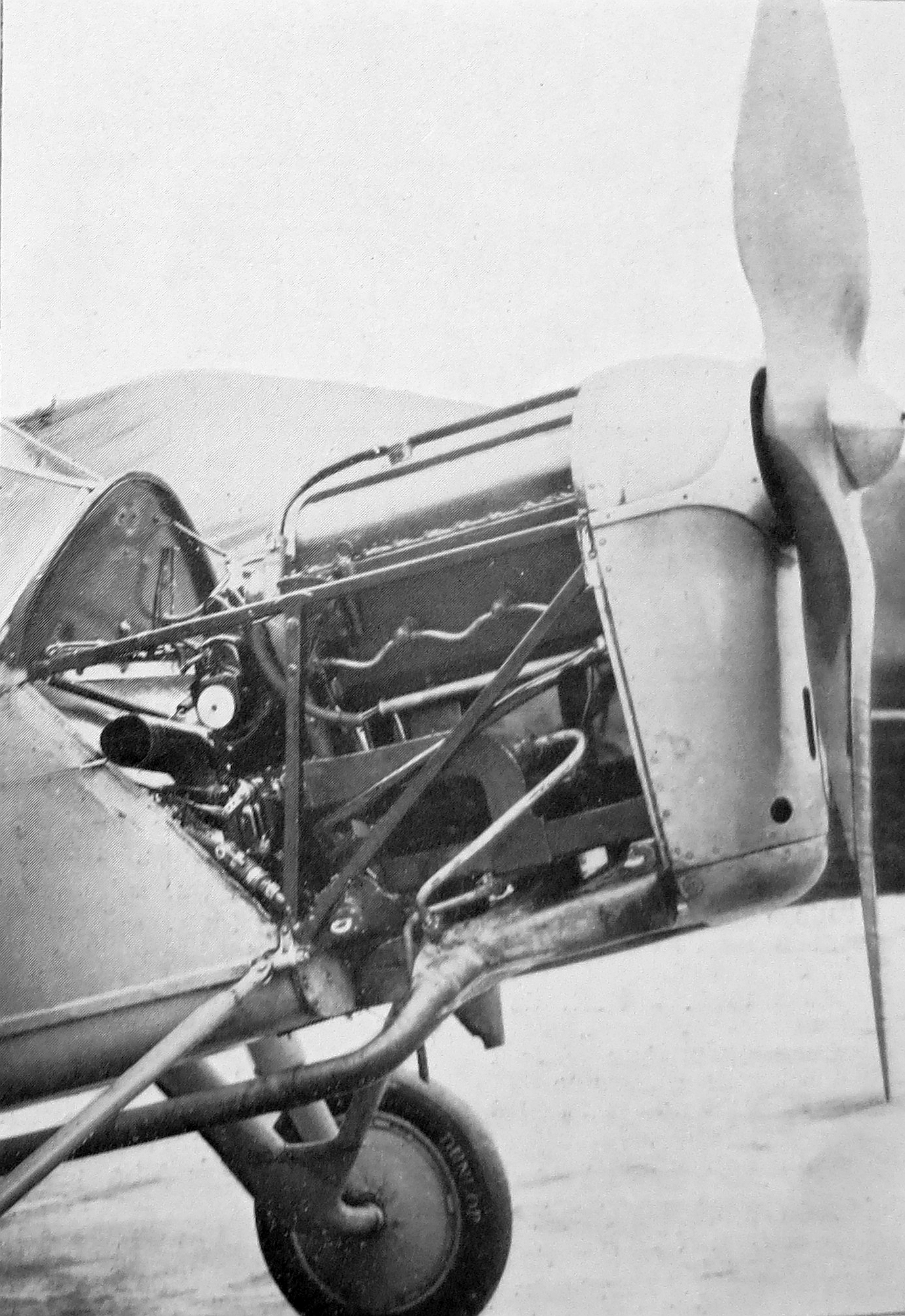
De Havilland DH-80A Puss-Moth (detail) a Walter Junior
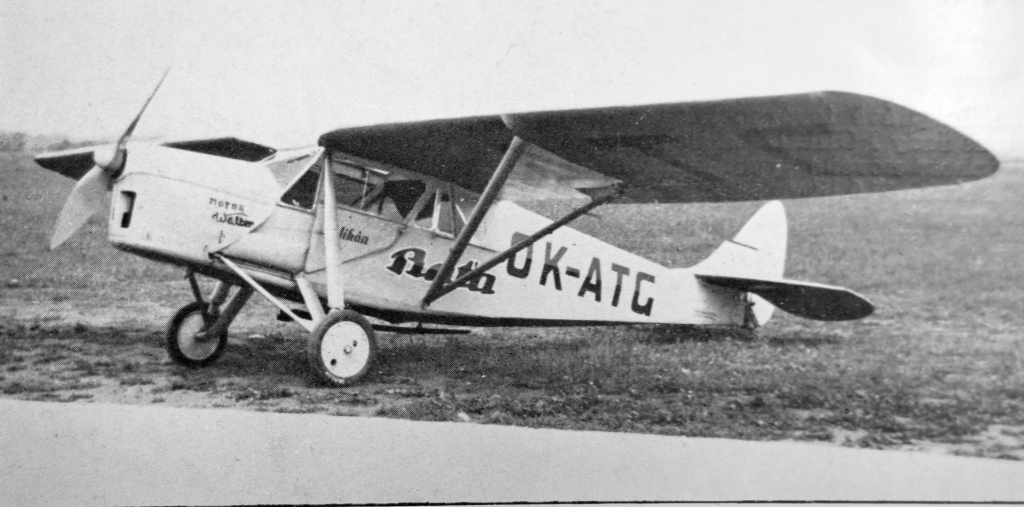
De Havilland DH-80A Puss Moth (OK-ATG) a Walter Junior
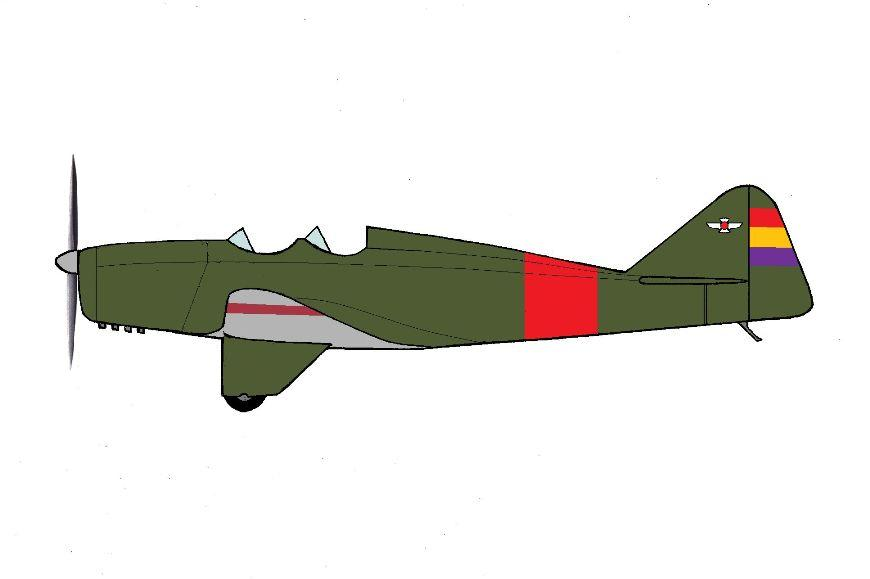
González Gil-Pazó-GP-1 (1934)
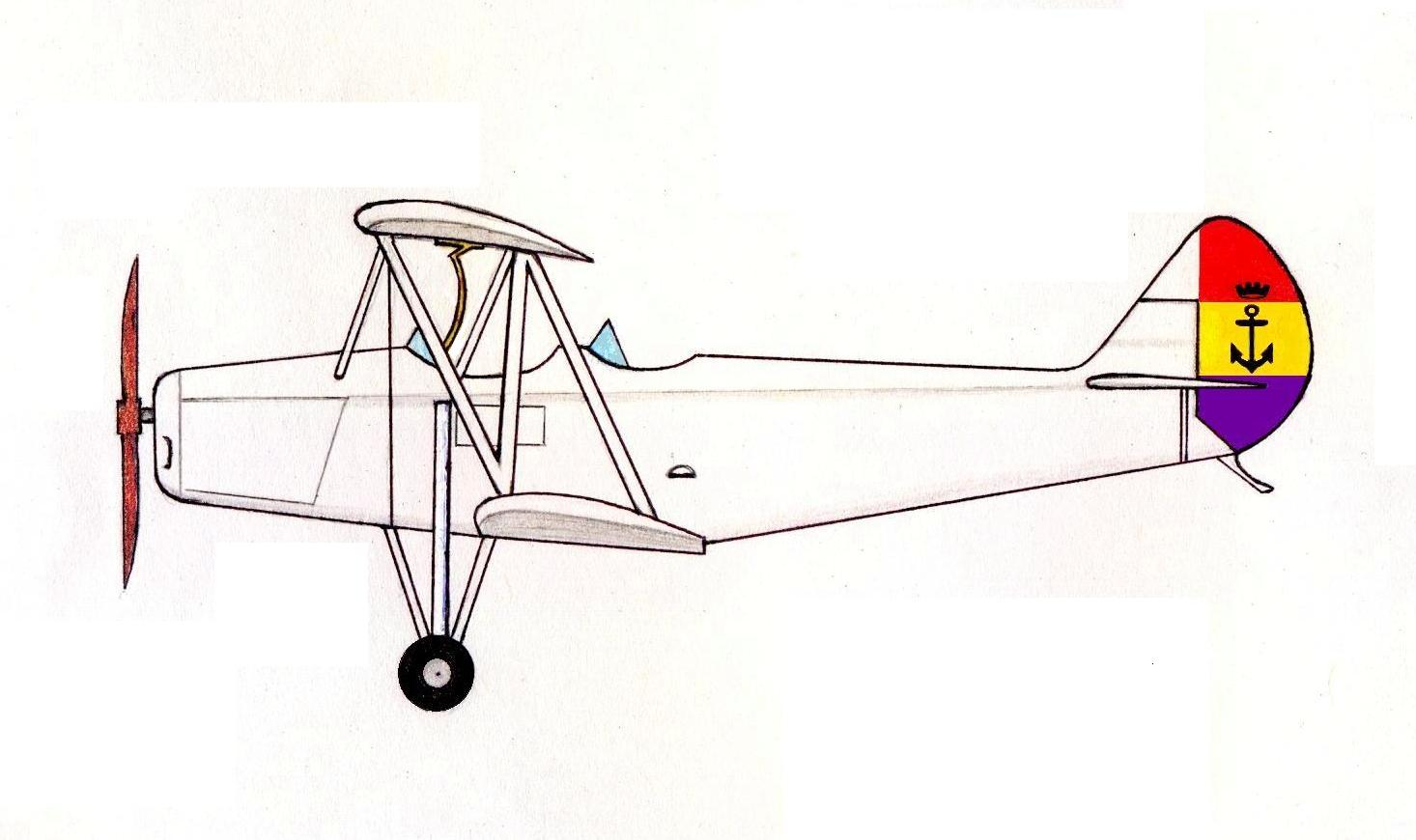
Hispano-Suiza E-34 (1934)
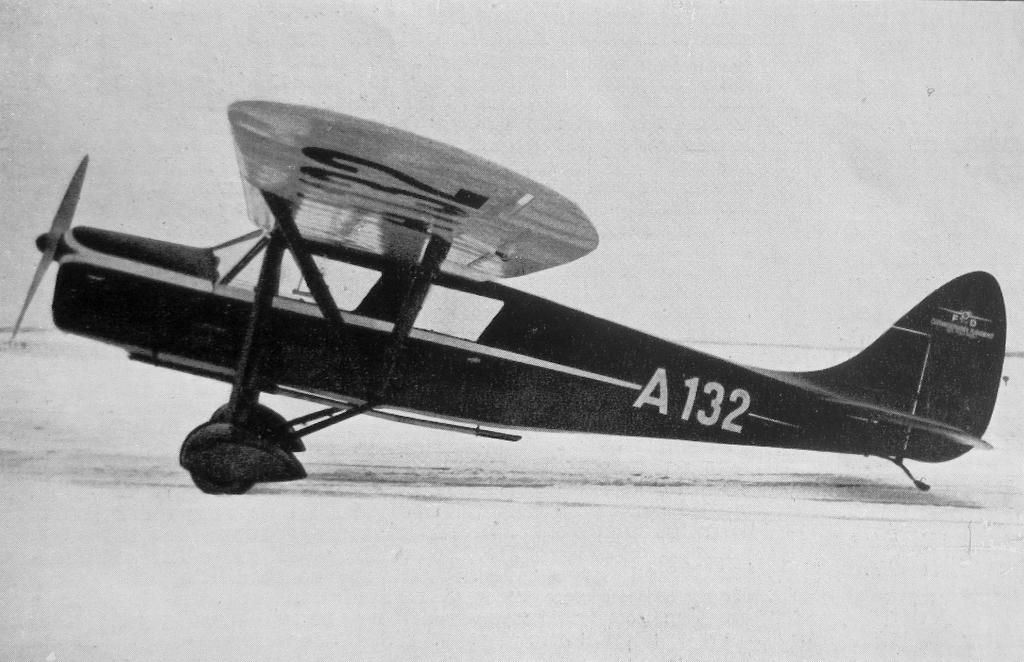
Hopfner HS-10/33 (A 132) a Walter Junior
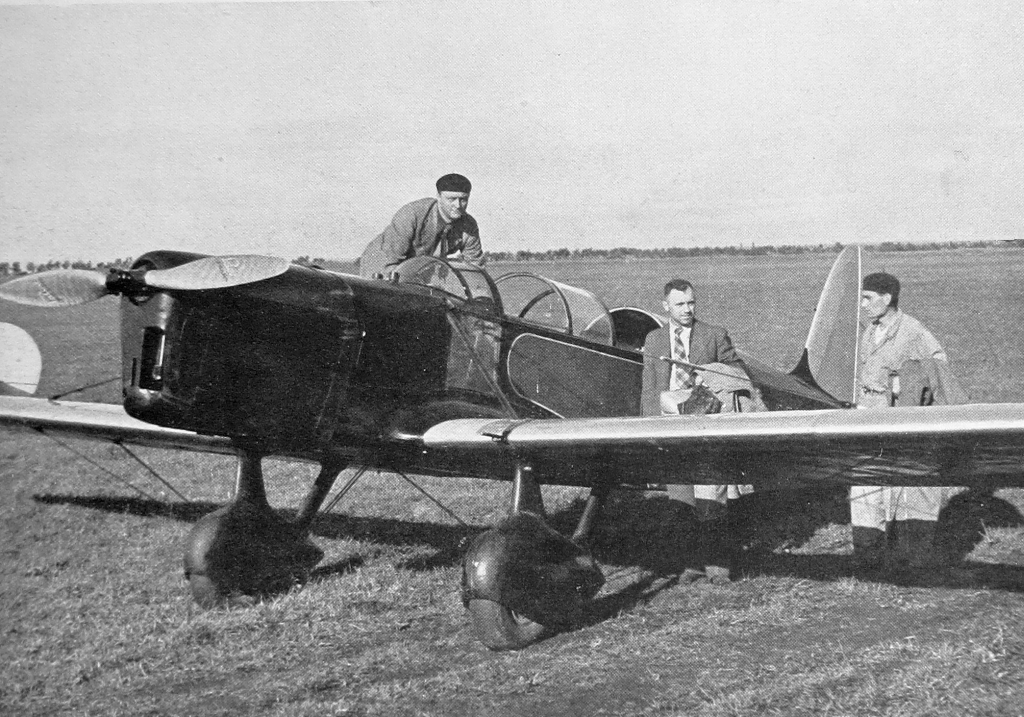
Praga BH-111 s motorem Walter Junior (1935)
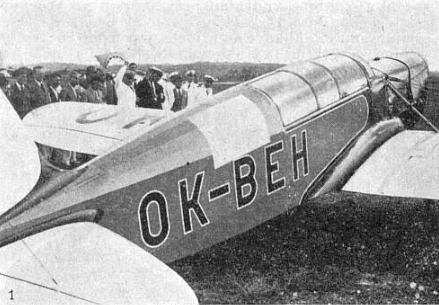
Praga BH-111, OK-BEH, Raduno del Littorio (Letectví, září 1935)
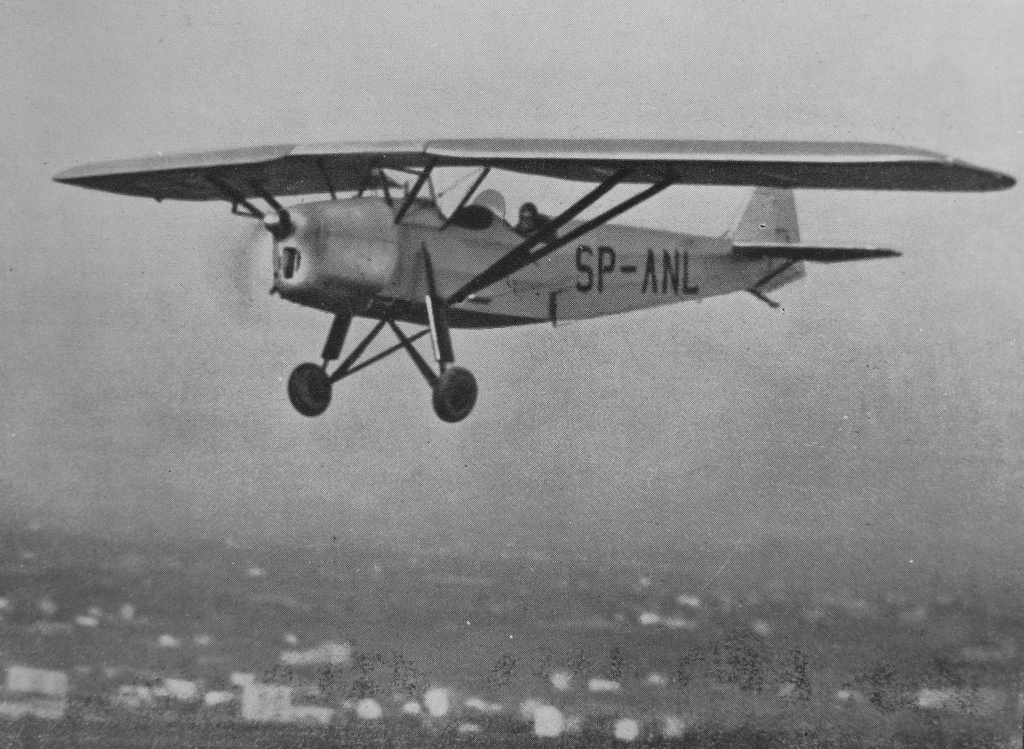
RWD-8 (SP-ANL) a Walter Junior
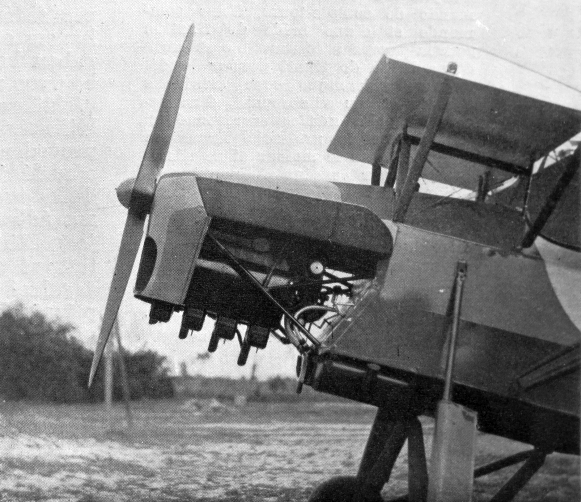
RWD-8 (detail) a Walter Junior
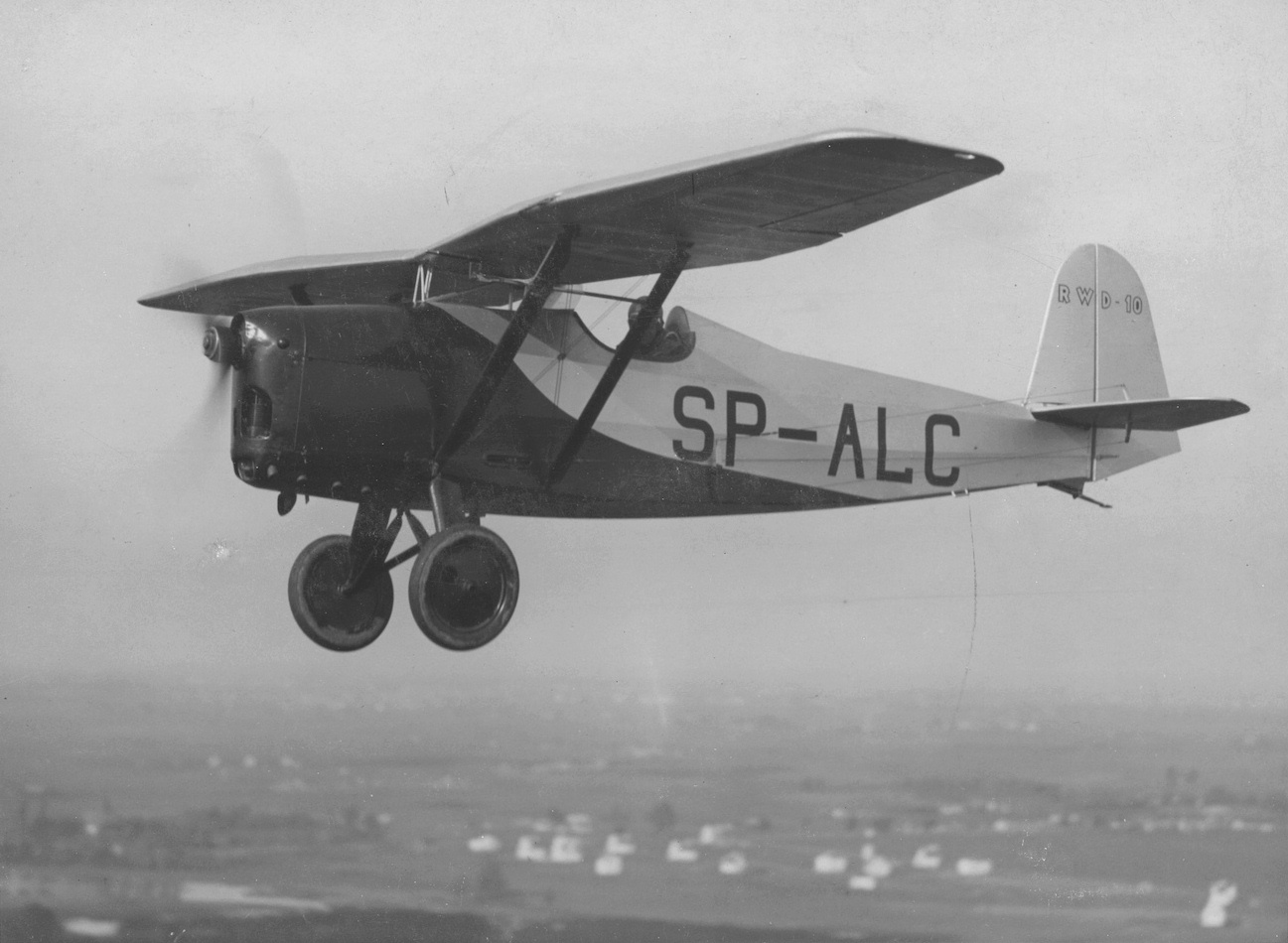
RWD-10, první prototyp (SP-ALC)
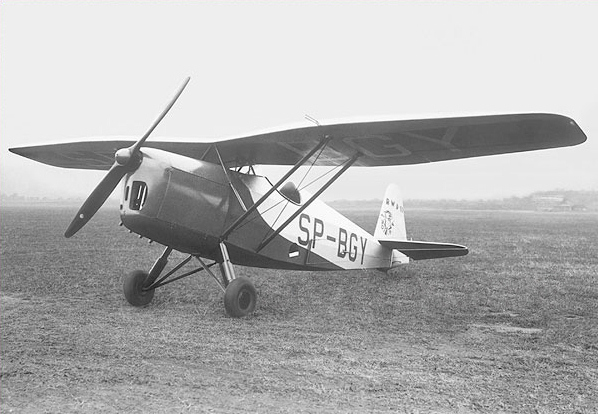
RWD-10 s imatrikulací SP-BGY